# Nicolò Cherubin
Nicolò Cherubin (* 2. Dezember 1986 in Vicenza) ist ein italienischer ehemaliger Fußballspieler.

## Karriere
Der Abwehrspieler begann seine Karriere bei AS Cittadella in der Serie C1. 2007 wechselte er zu Reggina Calcio in die Serie A. Schon zu Beginn der Saison verweigerte er zunächst eine Dopingkontrolle. Er holte sie zwar später nach, wurde aber trotzdem von der CONI für einen Monat gesperrt. In der zweiten Saisonhälfte wurde er dann nach Avellino in die Serie B ausgeliehen. Danach kehrte er wieder zurück zu Cittadella, die mittlerweile auch in der Serie B spielten. 2010 wechselte er zum FC Bologna in die Serie A. Die beste Platzierung, die er mit dem Klub erreichte, war Platz neun in der Saison 2011/12. Nachdem Bologna 2014 abgestiegen war, wechselte er für zwei Jahre auf Leihbasis zu Atalanta Bergamo. Im Sommer 2016 schloss er sich Hellas Verona an, zunächst auch leihweise. Im Sommer 2017 wurde er jedoch fest verpflichtet.
Im Januar 2018 wurde an den Ascoli Picchio FC 1898 verliehen.

## Erfolge
- Aufstieg in die Serie A: 2016/17